# Shenzhen (167)
Lo Shenzhen (distintivo ottico 167) è un cacciatorpediniere missilistico multiruolo (antinave/antiaereo/ASW) della Marina militare cinese, entrato in servizio nel febbraio del 1999.
L'unità è l'unico esemplare realizzato della classe Shenzhen o Tipo 051B (nome in codice NATO: Luhai), il cui nome in codice è divenuto, in Occidente, più noto dell'originale denominazione di progetto. Progettato per la scorta delle unità navali maggiori, lo Shenzhen è una diretta evoluzione a scopi sperimentali delle precedenti unità di classe Luhu (Tipo 052), ed ha costituito il banco di prova per la realizzazione della successiva classe Luyang II (Tipo 052B) del 2004.

## Caratteristiche

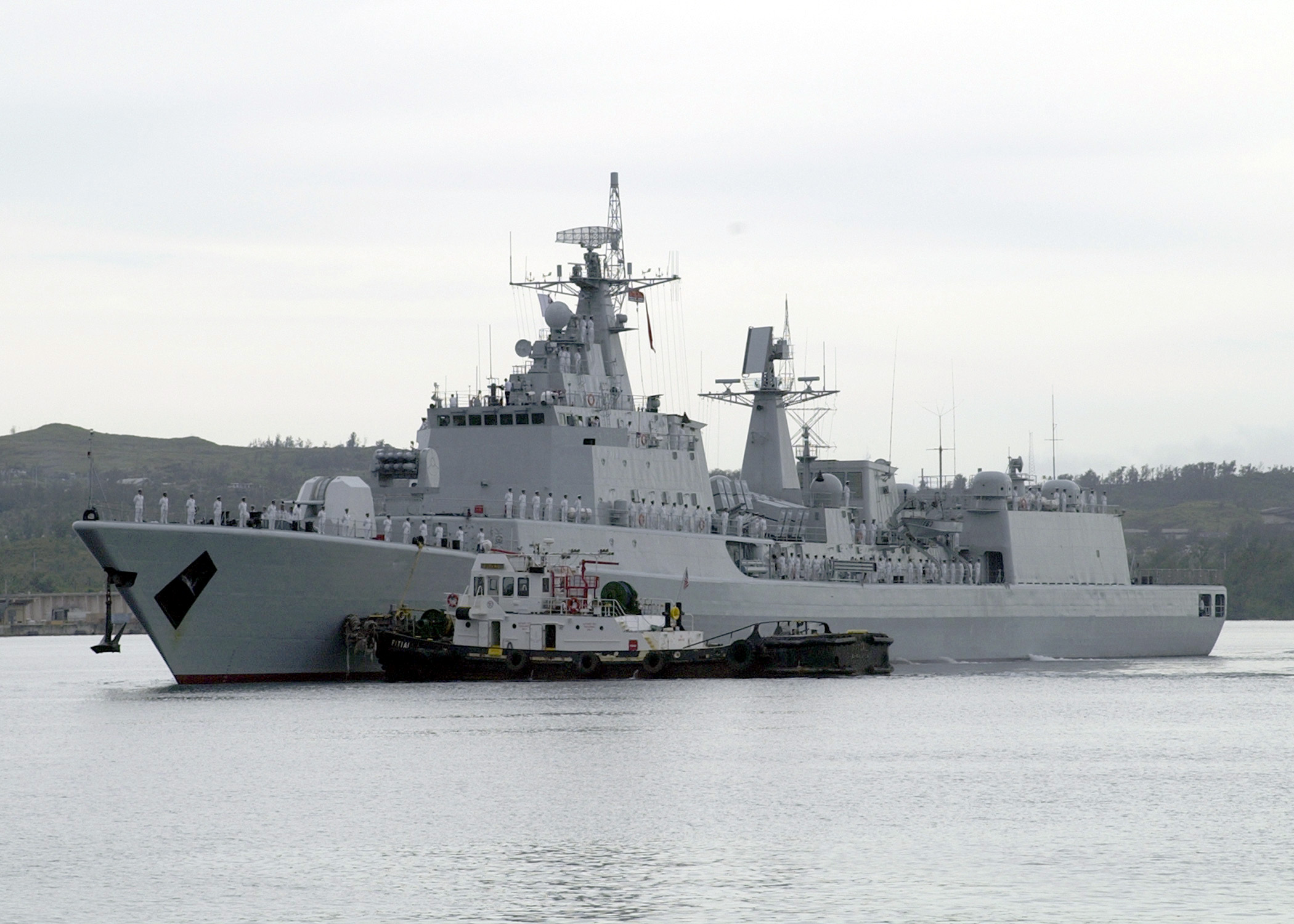
Lo Shenzhen a Guam nel 2003.

Il progetto dello Shenzhen venne redatto dal 701º Istituto di Ricerca della 7ª Accademia di costruzioni navali cinese guidato dall'ingegnere e capo-progettista Pan Jingfu, che aveva diretto la costruzione delle due precedenti unità della classe Luhu; lo Shenzhen riprendeva le linee generali dei due predecessori (Harbin e Quingdao), ma a differenza di questi fu progettato prevedendo la sistemazione dell'apparato propulsivo in due sale macchine differenti e distanziate tra loro, una configurazione ripresa dalle più vecchie unità della classe Luda I/IV e volta a sperimentare la collocazione di armamenti più moderni.
Lo scafo a ponte continuo è lungo 153 metri e largo 16,5, per un pescaggio di 6 metri e un dislocamento a pieno carico di 6.500 t (quasi 2.000 in più delle Luhu); le sovrastrutture, che presentano alcune leggere soluzioni tipo "stealth", sono costituite da un torrione di comando, due fumaioli inframezzati da un albero secondario a forma piramidale, e una sovrastruttura di poppa che ospita l'hangar per gli elicotteri. L'apparato motore è del tipo CODOG, basato su due turbine a gas tipo UGT 16.000 modello DT-59, progettate dal complesso ucraino Zorya-Mashproekt e capaci di una potenza di 22.500 hp, accoppiate con due motori diesel tedeschi MTU 16V 1163 TB 82 da 4.865 hp; l'apparato propulsore può spingere lo Shenzhen fino a una velocità massima di 29 nodi, con una autonomia di 14.000 miglia nautiche a 15 nodi di velocità.
Il radar principale, installato sull'albero secondario a poppa, è un Tipo 381 ("Rice Field" secondo la designazione della NATO) operante in banda C, tridimensionale e con una portata massima di 180 chilometri; l'albero ospita anche un radar Tipo 517, bidimensionale e operante in banda A, con una portata di 300 chilometri. L'albero più alto sopra il torrione di comando ospita un radar di ricerca aerea e di superficie Tipo 363 in banda E/F, destinato all'individuazione di missili antinave, mentre il controllo del fuoco delle postazioni di artiglieria è affidato a due radar Tipo 347 G in banda X, installati sopra l'hangar di poppa; l'impianto sonar è un SJD-8/9 a scafo, un derivato cinese del sistema francese DUBV-23.

### Armamento

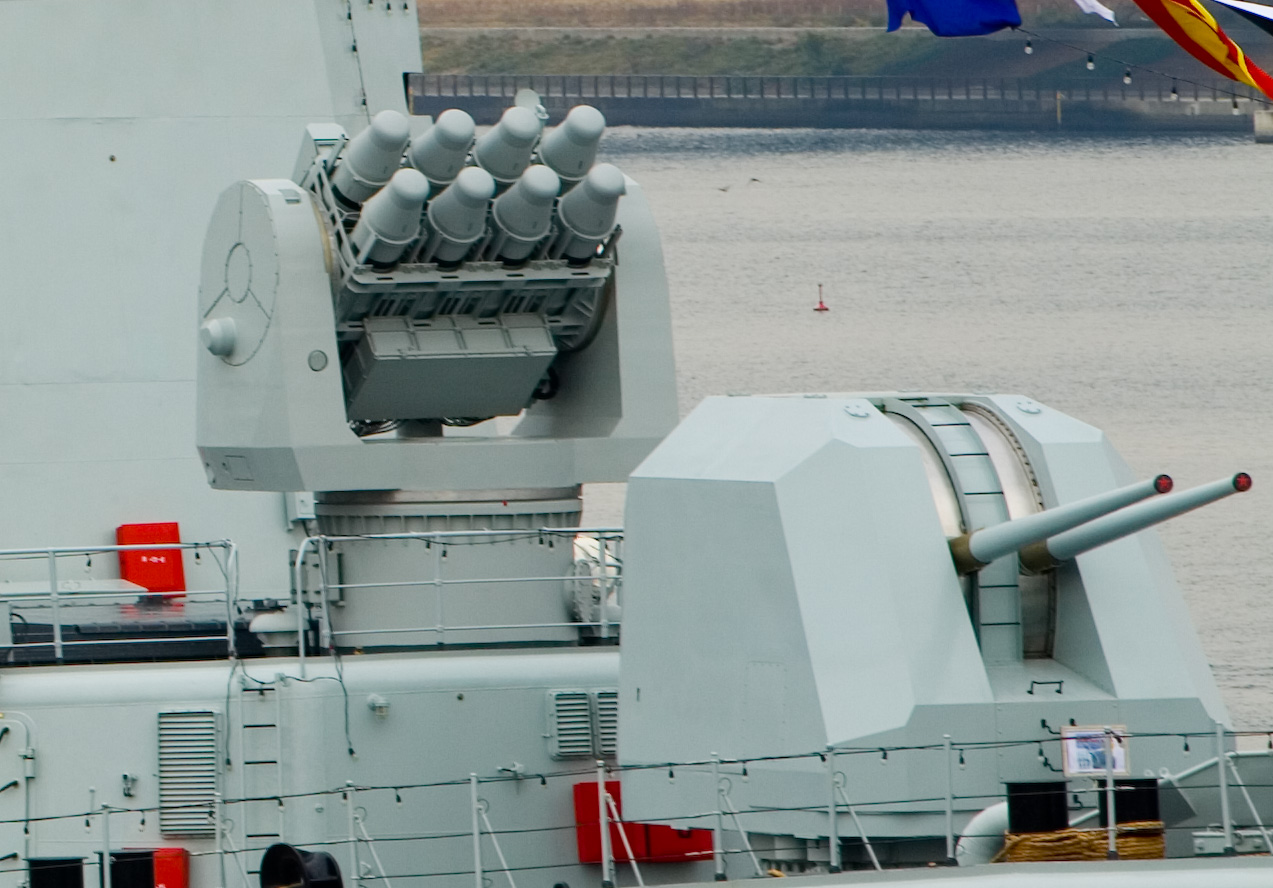
La torre d'artiglieria da 100/56 mm dello Shenzhen e, dietro, il lanciatore degli otto missili HQ-7.

L'armamento dello Shenzehn è in gran parte identico ai suoi predecessori della classe Luhu, con solo alcune variazioni sul posizionamento dei singoli sistemi. L'armamento missilistico è basato su 16 missili superficie-superficie antinave YJ-82 o YJ-83 (C-802 e C-803 secondo la designazione NATO) disposti in altrettanti contenitori/lanciatori piazzati a centro nave, nello spazio tra il fumaiolo di prua e l'albero secondario, mentre alla difesa antiaerea sono destinati i 16 missili HQ-7 (8 pronti al fuoco e 8 di ricarica) il cui lanciatore si trova a prua, davanti al torrione di comando.
L'armamento di artiglieria verte su una torre binata posta a prua e dotata di due cannoni Tipo 79A da 100/56 mm, utilizzabili sia nel tiro antinave che antiaereo, con una gittata massima di 22.500 metri e una cadenza di tiro teorica di 25 colpi al minuto; sopra l'hangar di poppa sono inoltre installate quattro torrette CIWS Norico H/PJ-74A da 37/63 mm per la difesa antimissile a corta distanza, con una cadenza teorica di 380 colpi al minuto.
L'armamento anti-sommergibile si basa su due lanciarazzi a 12 canne Tipo 75, sistemati a prua davanti alla torre dell'artiglieria, e due impianti trinati di lanciasiluri Yu-7 da 324 mm; l'hangar della nave può poi ospitare fino a due elicotteri, di solito Kamov Ka-28 o Harbin Z-9 (quest'ultimo una versione cinese del francese Aérospatiale SA 365 Dauphin), che decollano dalla piattaforma posta all'estrema poppa. Per la difesa elettronica sono disponibili un lancia-chaff Tipo 946 a 15 canne da 100 mm e un lancia-chaff Tipo 947 a 10 canne da 130 mm.

## Storia
L'unica unità della classe Luhai fu impostata nel 1996 nei cantieri navali di Dalian, venendo poi varata nell'ottobre del 1997 con il nome di Shenzhen in onore dell'omonima città della Cina meridionale; entrato in servizio nel febbraio del 1999, lo Shenzhen fu assegnato alla Flotta del Mar Cinese Meridionale: al momento della sua entrata in servizio, si trattava della più grande unità navale costruita dai cantieri cinesi fino al quel momento.
Lo Shenzhen partecipò a una lunga serie di crociere dimostrative in giro per il mondo, partecipando alla prima visita della marina popolare cinese ai porti dell'Africa nel 2000, ai porti dell'Europa nel 2001 e alla prima visita in Giappone nel 2007. Nel 2009 il cacciatorpediniere fu dislocato nel Golfo di Aden come parte della missione internazionale volta a contrastare la pirateria somala, visitando poi il porto indiano di Kochi durante il suo viaggio di ritorno.

## Unità
| Nome           | Cantieri | Varo         | Entrata in servizio | Flotta                 | Status |
| -------------- | -------- | ------------ | ------------------- | ---------------------- | ------ |
| Shenzhen (167) | Dalian   | ottobre 1997 | febbraio 1999       | Mar Cinese Meridionale | Attivo |

## Utilizzatori
Cina
- Marina dell'Esercito Popolare di Liberazione

A dicembre 2022, 1 esemplare in servizio attivo.